# Radoslav Sís
Radoslav Sís (22. května 1928 Brno – 26. října 1989) byl československý basketbalista  a trenér. Je zařazen na čestné listině mistrů sportu.
S reprezentačním družstvem Československa se zúčastnil dvou Mistrovství Evropy – 1953 v Moskvě (4. místo) a 1955 v Budapešti (2. místo). Na Mistrovství Evropy získal stříbrnou medaili a jedno čtvrté místo. Za Československo v letech 1949-1956 hrál celkem 56 zápasů.
V československé basketbalové lize hrál 17 sezón (1945-1963), z toho dvě sezóny (1953-1955) za ÚDA Praha, s níž byl dvakrát mistrem Československa. S týmy Brna jako hráč byl destkrát mistrem a dvakrát vicemistrem Československa. Jako trenér byl s týmem Spartak ZJŠ Brno získal tři medailová umístění, v letech 1969-1972 byl v československé lize dvakrát druhý a jednou třetí.
S týmem Zbrojovka Brno se jako hráč zúčastnil dvou ročníků Poháru evropských mistrů v basketbale, v sezóně 1958/59 hráli osmifinále, v sezóně 1962/63 se probojovali mezi čtyři nejlepší týmy, v semifinále byli vyřazeni španělským Real Madrid. Jako trenér s týmem v sezóně 1971-1972 hrál v osmifinále Poháru vítězů pohárů, byli vyřazeni italským AP Fides Partenope Neapol.  

## Sportovní kariéra

### Hráč klubů
- 1946-1951 Sokol Brno I., 4x mistr (1948, 1949, 1950, 1950/1951)
- 1951 Zbrojovka Brno, 1x mistr (1951)
- 1952-1953 Slavia Brno. (PF Brno, Slavia Pedagog Brno), 2x mistr (1952, 1953)
- 1953-1955 ÚDA Praha (basketbal), 2x mistr (1954, 1955)
- 1955-1963 Spartak ZJŠ Brno, 3x mistr (1958, 1962, 1963), 2x vicemistr (1957, 1960), 4. místo (1956, 1959), 5. místo (1961)
- Československá basketbalová liga celkem 14 medailových umístění: 12× mistr Československa (1946-1955, 1958, 1962, 1963), 2× vicemistr (1957, 1960)
- Pohár evropských mistrů – Zbrojovka Brno: 1958-59 (osmifinále), 1962-63 (semifinále, vyřazeni od Real Madrid)

### Hráč Československa
- za reprezentační družstvo Československa v letech 1949-1956 hrál celkem 56 zápasů
- Mistrovství Evropy – 1953 Moskva (0 bodů /1 zápas) 4. místo, 1955 Budapešť (13 /4) vicemistr Evropy
- na dvou ME celkem 13 bodů v 5 zápasech

### Trenér
- od 1963 trenér v Rakousku
- 1969-1972 Zbrojovka Brno, 3x vicemistr Československa (1971, 1972), 3. místo (1970)
  - Pohár vítězů pohárů (PVP) - 1971-1972 (osmifinále)